# Postsanktus
Postsanktus je v křesťanské liturgii část eucharistické modlitby, která navazuje na Sanctus. Vytváří organický přechod, po němž v řádné formě římském ritu, v Hippolytově anafoře ze 3. století a v alexandrijském ritu následuje konsekrační epikleze. V byzantském a západosyrském ritu na postsanktus navazují slova ustanovení.
| „                                             | Vpravdě jsi svatý, Bože, a právem tě chválí všechno, co jsi stvořil: Neboť skrze svého Syna, našeho Pána Ježíše Krista, mocí Ducha svatého všemu dáváš život a všechno posvěcuješ; a ustavičně si shromažďuješ lid, aby od východu až na západ byla tvému jménu přinášena oběť čistá. | “ |
| — postsanktus ve třetí eucharistické modlitbě | |   |